# Stockhausen (Leun)
Stockhausen ist ein Stadtteil von Leun im mittelhessischen Lahn-Dill-Kreis.

## Geografie
Stockhausen liegt etwa 15 km westlich von Wetzlar und 10 km östlich von Weilburg an der Lahn und damit an der südlichen Grenze des Westerwaldes.

## Geschichte

### Ortsgeschichte
Die älteste bekannte schriftliche Erwähnung von Stockhausen im Jahr 1245 in einer Solms-Braunfels'sches Urkunde.
Später gehörte Stockhausen zum Amt Greifenstein in der Grafschaft Solms. Nach dem Wiener Kongress wurde es der preußischen Bürgermeisterei in Greifenstein zugeordnet.
Die Kapelle des Ortes wurde im Dreißigjährigen Krieg zerstört und erst im 20. Jahrhundert durch einen Neubau ersetzt. (Erster Spatenstich: 31. Mai 1955. Einweihung: 21. Oktober 1956) Nach dem Zweiten Weltkrieg lebten und arbeiteten im Solmser Hof direkt gegenüber dem kleinen Bahnhof des Ortes u. a. die Malerin und Graphikerin Ruth Schmidt Stockhausen und der Bildhauer Giselher Neuhaus.
Im Zuge der Gebietsreform in Hessen fusionierten die bis dahin selbständigen Gemeinden Stockhausen, Bissenberg, Biskirchen sowie die Stadt Leun am 31. Dezember 1971 auf freiwilliger Basis zur erweiterten Stadt Leun. Dank seiner zentralen Lage im neuentstandenen Stadtgebiet von Leun durch den Zusammenschluss erhielt der Ort den Sitz der Stadtverwaltung und das Rathaus.
Für die ehemals eigenständigen Gemeinden von Leun wurde je ein Ortsbezirk gebildet.

### Verwaltungsgeschichte im Überblick
Die folgende Liste zeigt die Staaten und Verwaltungseinheiten, denen Stockhausen angehört(e):
- vor 1806: Heiliges Römisches Reich, Fürstentum Solms-Braunfels, Anteil der Grafschaft Solms, Amt Greifenstein
- ab 1806: Herzogtum Nassau,[Anm. 2] Amt Greifenstein[Anm. 3]
- ab 1816: Königreich Preußen,[Anm. 4] Provinz Großherzogtum Niederrhein, Regierungsbezirk Koblenz, Kreis Braunfels[8]
- ab 1822: Königreich Preußen, Rheinprovinz, Regierungsbezirk Koblenz, Kreis Wetzlar[Anm. 5]
- ab 1866: Norddeutscher Bund,[Anm. 6] Königreich Preußen, Rheinprovinz, Regierungsbezirk Koblenz, Kreis Wetzlar
- ab 1871: Deutsches Reich, Königreich Preußen, Rheinprovinz, Regierungsbezirk Koblenz, Kreis Wetzlar
- ab 1918: Deutsches Reich (Weimarer Republik), Freistaat Preußen, Rheinprovinz, Regierungsbezirk Koblenz, Kreis Wetzlar
- ab 1932: Deutsches Reich, Freistaat Preußen, Provinz Hessen-Nassau, Regierungsbezirk Wiesbaden, Kreis Wetzlar
- ab 1944: Deutsches Reich, Freistaat Preußen, Provinz Nassau, Kreis Wetzlar
- ab 1945: Amerikanische Besatzungszone,[Anm. 7] Groß-Hessen, Regierungsbezirk Wiesbaden, Kreis Wetzlar
- ab 1949: Bundesrepublik Deutschland, Land Hessen, Regierungsbezirk Wiesbaden, Kreis Wetzlar
- ab 1968: Bundesrepublik Deutschland, Land Hessen, Regierungsbezirk Darmstadt, Kreis Wetzlar.
- ab 1972: Bundesrepublik Deutschland, Hessen, Regierungsbezirk Darmstadt, Kreis Wetzlar, Stadt Leun[Anm. 8]
- ab 1977: Bundesrepublik Deutschland, Hessen, Regierungsbezirk Darmstadt, Lahn-Dill-Kreis, Stadt Leun
- ab 1981: Bundesrepublik Deutschland, Hessen, Regierungsbezirk Gießen, Lahn-Dill-Kreis, Stadt Leun

## Bevölkerung

### Einwohnerentwicklung
| Stockhausen: Einwohnerzahlen von 1834 bis 2018 | Stockhausen: Einwohnerzahlen von 1834 bis 2018 | Stockhausen: Einwohnerzahlen von 1834 bis 2018 | Stockhausen: Einwohnerzahlen von 1834 bis 2018 | Stockhausen: Einwohnerzahlen von 1834 bis 2018 |
| --- | ---------------------------------------------- | ---------------------------------------------- | ---------------------------------------------- | ---------------------------------------------- |
| Jahr |                                                |                                                |                                                | Einwohner                                      |
| 1834 | 1834                                           |                                                | 232                                            | 232                                            |
| 1840 | 1840                                           |                                                | 256                                            | 256                                            |
| 1846 | 1846                                           |                                                | 308                                            | 308                                            |
| 1852 | 1852                                           |                                                | 330                                            | 330                                            |
| 1858 | 1858                                           |                                                | 311                                            | 311                                            |
| 1864 | 1864                                           |                                                | 334                                            | 334                                            |
| 1871 | 1871                                           |                                                | 308                                            | 308                                            |
| 1875 | 1875                                           |                                                | 350                                            | 350                                            |
| 1885 | 1885                                           |                                                | 342                                            | 342                                            |
| 1895 | 1895                                           |                                                | 321                                            | 321                                            |
| 1905 | 1905                                           |                                                | 329                                            | 329                                            |
| 1910 | 1910                                           |                                                | 355                                            | 355                                            |
| 1925 | 1925                                           |                                                | 414                                            | 414                                            |
| 1939 | 1939                                           |                                                | 461                                            | 461                                            |
| 1946 | 1946                                           |                                                | 671                                            | 671                                            |
| 1950 | 1950                                           |                                                | 662                                            | 662                                            |
| 1956 | 1956                                           |                                                | 633                                            | 633                                            |
| 1961 | 1961                                           |                                                | 645                                            | 645                                            |
| 1967 | 1967                                           |                                                | 772                                            | 772                                            |
| 1970 | 1970                                           |                                                | 756                                            | 756                                            |
| 1980 | 1980                                           |                                                | ?                                              | ?                                              |
| 1990 | 1990                                           |                                                | ?                                              | ?                                              |
| 2000 | 2000                                           |                                                | ?                                              | ?                                              |
| 2011 | 2011                                           |                                                | 960                                            | 960                                            |
| 2016 | 2016                                           |                                                | 979                                            | 979                                            |
| 2018 | 2018                                           |                                                | 970                                            | 970                                            |
| Datenquelle: Historisches Gemeindeverzeichnis für Hessen: Die Bevölkerung der Gemeinden 1834 bis 1967. Wiesbaden: Hessisches Statistisches Landesamt, 1968. Weitere Quellen: LAGIS; Stadt Leun; Zensus 2011 |                                                |                                                |                                                |                                                |

### Einwohnerstruktur 2011
Nach den Erhebungen des Zensus 2011 lebten am Stichtag, dem 9. Mai 2011, in Stockhausen 960 Einwohner. Darunter waren 27 (2,8 %) Ausländer.
Nach dem Lebensalter waren 162 Einwohner unter 18 Jahren, 393 zwischen 18 und 49, 228 zwischen 50 und 64 und 180 Einwohner waren älter.
Die Einwohner lebten in 411 Haushalten. Davon waren 114 Singlehaushalte, 126 Paare ohne Kinder und 129 Paare mit Kindern, sowie 36 Alleinerziehende und 6 Wohngemeinschaften. In 78 Haushalten lebten ausschließlich Senioren und in 282 Haushaltungen lebten keine Senioren.

### Historische Religionszugehörigkeit
| • 1834: | 232 evangelische (= 100 %) Einwohner                               |
| • 1961: | 554 evangelische (= 85,89 %), 79 katholische (= 12,25 %) Einwohner |

## Politik
Für Stockhausen besteht ein Ortsbezirk (Gebiete der ehemaligen Gemeinde Stockhausen) mit Ortsbeirat und Ortsvorsteher nach der Hessischen Gemeindeordnung.
Der Ortsbeirat besteht aus fünf Mitgliedern. Bei den Kommunalwahlen in Hessen 2021 betrug die Wahlbeteiligung zum Ortsbeirat 50,71 %. Dabei wurden gewählt: zwei Mitglieder der SPD und drei Mitglieder der CDU. Der Ortsbeirat wählte Horst Marr (CDU) zum Ortsvorsteher.

## Bauwerke
Brunnenskulptur von Ruth Schmidt Stockhausen: Mädchen mit Krug, Beton, erstellt zum 750. Jubiläum des Dorfes, 1976.
Kulturdenkmäler

## Verkehr
Der Ort besitzt einen der beiden Leuner Bahnhöfe an der Lahntalbahn (der zweite ist in Lahnbahnhof), der Strecke Gießen – Limburg. Dieser war ehemals Ausgangspunkt für eine Nebenbahn nach Beilstein, die jedoch heute stillgelegt und größtenteils demontiert ist.